# Johan Leander
Johan Leo Leander, född den 13 april 1959 i Hässelby församling i Stockholm, död den 25 augusti 2009 i Sankt Matteus församling i Stockholm, var en svensk civilingenjör.

## Biografi
Leander tog civilingenjörsexamen vid Kungliga Tekniska Högskolan (KTH) i Stockholm 1984. Han var därefter verksam vid KTH som forskningsingenjör  och doktorand inom området teknisk akustik, särskilt hydroakustik. Han tog teknologie licentiat-examen 1988 och teknologie doktor-examen 1993. Åren 1984–1995 tjänstgjorde han på halvtid vid Försvarets forskningsanstalt. Han var 1995–1996 avdelningsdirektör vid Militärhögskolan. Åren 1997–2003 var han vetenskaplig chef för Militärtekniska institutionen vid Försvarshögskolan, 1998–1999 tillförordnad professor och 1999–2003 ordinarie professor vid institutionen, dock tjänstledig 2001–2003. Åren 2001–2003 var han Senior System Specialist vid Marindivisionen på SAAB Tech AB och tjänstgjorde från 2004 till sin död med Business and Technology Development på Saab Systems.
Johan Leander invaldes 2001 som ledamot av Kungliga Örlogsmannasällskapet och 2005 som ledamot av Kungliga Krigsvetenskapsakademien. Han var även ledamot av flera internationella sällskap, bland annat Acoustical Society of America.
I en nekrolog berättas om honom: ”Johan Leander var en erkänd auktoritet inom akustik och särskilt undervattensakustik. Han var bland annat genom FOI starkt engagerad i marinens utveckling inom sonarområdet.”